# Oberndorf am Neckar
Oberndorf am Neckar es una ciudad del distrito de Rottweil, en Baden-Württemberg, Alemania. Está situada a orillas del río Neckar, a 15 km al norte de Rottweil. Tiene una superficie de 55,9 km² y una población de 14.615 habitantes (2006), que da una densidad de 261 hab./km².
Oberndorf se encuentra en el valle del Neckar, situado entre la Selva Negra y la Jura de Suabia. La ciudad es atravesada por la autopista A 81, que posee una salida a la localidad a mitad de camino entre Stuttgart y Constanza. También es atravesada por la línea de tren Stuttgart-Zúrich-Milán.
De las empresas con más renombre situadas en la ciudad, está la famosa empresa de armas de fuego Heckler & Koch.
Entre las tradiciones populares que mantiene esta ciudad, destaca la celebración del Carnaval. Está hermanada con la ciudad de Olathe, Kansas (Estados Unidos).